# Mistral AI
Pour les articles homonymes, voir Mistral.
Mistral AI est une entreprise française fondée en avril 2023, spécialisée dans l'intelligence artificielle générative. Elle développe des grands modèles de langages open source et propriétaires. Elle a été cofondée par Arthur Mensch, Guillaume Lample et Timothée Lacroix.
Durant sa première année d'existence, elle réalise trois levées de fonds successives, d'un montant total de plus d'un milliard d'euros, et serait valorisée en juin 2024 à près de six milliards d'euros. Mistral est considérée comme l'un des leaders européens de l'intelligence artificielle.
L'entreprise est basée à Paris et dispose de bureaux au Royaume-Uni, ainsi que d'antennes à Palo Alto et à Singapour.

## Historique

### Lancement en 2023

#### Fondateurs
Avant de cofonder Mistral AI, Arthur Mensch travaillait chez DeepMind, le laboratoire d'intelligence artificielle de Google, tandis que Guillaume Lample, qui a fait partie des créateurs de LLaMA, et Timothée Lacroix étaient chercheurs chez Meta',.

#### Levée de fonds de juin 2023
En juin 2023, la start-up réalise une première levée de fonds de 105 millions d'euros avec comme investisseurs le fond américain Lightspeed Venture Partners (en), Eric Schmidt, Xavier Niel et JCDecaux Holding notamment. La valorisation est alors estimée par le Financial Times à 240 millions d'euros.
Le 27 septembre 2023, l'entreprise met à disposition son modèle de traitement du langage « Mistral 7B » sous licence libre Apache 2.0. Ce modèle comporte 7 milliards de paramètres, une taille restreinte par rapport à ses concurrents.

#### Levée de fonds de décembre 2023
Le 10 décembre 2023, Mistral AI annonce avoir levé 385 millions d'euros dans le cadre de sa seconde levée de fonds et devient l'une des licornes françaises, valorisée à 2 milliards de dollars. Ce tour de table implique notamment le fonds californien Andreessen Horowitz, la BNP Paribas et l'éditeur de logiciels Salesforce, une valorisation correspondant à ce qui avait été estimé.
Le 11 décembre 2023, l'entreprise sort le modèle « Mixtral 8x7B » comptant 46,7 milliards de paramètres mais n'en utilisant que 12,9 milliards par token grâce à l'architecture du système d'experts (en). Le modèle maîtrise 5 langues (français, espagnol, italien, anglais et allemand) et surpasse, d'après les tests de ses développeurs, le modèle « LLama 2 70B » de Meta.
Le même jour, Mistral annonce la bêta de sa plateforme de services permettant aux développeurs de solliciter directement ses modèles.

### Consolidation et nouvelle levée de fonds en 2024
En février 2024, Cédric O, actionnaire et conseiller en affaires publiques de Mistral AI, recrute Audrey Herblin-Stoop pour s'occuper des affaires publiques.

#### Lancement de la plateforme Le Chat le 26 février 2024
Le 26 février 2024, Mistral lance « Le Chat », un robot conversationnel similaire à ChatGPT permettant d'essayer les modèles de l'entreprise,. Dans la foulée, elle dévoile Mistral Large, un nouveau modèle de langage capable de rivaliser avec GPT-4, une version allégée appelée Mistral Small, et Mistral Next, un prototype conçu pour donner des réponses brèves et concises.

#### Partenariat avec Microsoft
Le même jour, Mistral annonce un partenariat avec Microsoft afin de rendre disponible leur modèle Mistral Large sur le cloud Azure. Au terme de cet accord, l'entreprise américaine devrait prendre une participation minoritaire au capital de l'entreprise. Le partenariat doit permettre à Mistral AI de distribuer ses modèles aux entreprises, en échange d'un partage des revenus avec Microsoft. Le partenariat inclut également une recherche et développement en vue de créer des applications pour tous les gouvernements européens et répondre aux besoins spécifiques du secteur public en IA.
Le mercredi 10 avril, la société publie sur Twitter le modèle « Mixtral 8x22b », téléchargeable depuis un lien magnet sous licence libre Apache 2.0. Il repose sur le principe du mélange d'experts, comme son prédécesseur Mistral 8x7b. Il compte 176 milliards de paramètres et possède une fenêtre de contexte de 65 000 tokens.

#### Lancement du modèle de langage Codestral
Fin mai, l'entreprise lance un modèle de langage appelé « Codestral » dédié à la génération de code informatique. Comptant 22 milliards de paramètres, il est distribué sous une nouvelle licence dite « Mistral AI non-production license ». Celle-ci restreint l'utilisation du modèle à des fins de recherche scientifique et de test et exclut donc les usages commerciaux.

#### Levée de fonds de juin 2024
En juin 2024, Mistral lève 600 millions d'euros à l'issue d'un tour de financement mené par le fonds américain General Catalyst (en). 65 % du capital reste français d'après le fondateur Arthur Mensch.
En juillet, l'entreprise dévoile deux nouveaux modèles open source : Codestral Mamba 7B et Mathstral 7B, ainsi que Mistral NeMo 12B, un modèle développé avec NVIDIA (via la plateforme NVIDIA DGX Cloud et le framework NVIDIA NeMo), un modèle aux performances élevées, dopé par l'utilisation du format de données FP8, particulièrement efficace en anglais, français, allemand, espagnol, italien, portugais, chinois, japonais, coréen, arabe et hindi, basé sur un nouveau tokenizer dit « Tekken ». Celui-ci est basé sur Tiktoken et entraîné sur plus de 100 langues. Il surpasse le tokenizer SentencePiece des précédents modèles Mistral pour compresser le langage naturel et le code source : il est environ 30 % plus efficace pour compresser le code source et plusieurs langues majeures et jusqu'à trois fois plus efficace pour le coréen et l'arabe. Les poids du modèle, qui est empaqueté dans un conteneur NVIDIA NIM, sont disponibles sur Hugging Face et la plateforme de Mistral AI. Il peut remplacer les systèmes utilisant Mistral 7B, par exemple pour les agents conversationnels, les tâches multilingues, le codage et la synthèse de document. Selon les tests de Mistral AI, il dépasse Gemma 2 9B et Llama 3 8B, deux modèles open-source sortis quelques mois avant.
En octobre, Mistral publie deux petits modèles dits « Ministraux », Mistral 3B et Mistral 8B. Leur faible nombre de paramètres, respectivement 3 et 8 milliards, en fait des modèles légers qui nécessitent moins de capacité de calcul que la plupart des autres modèles de langage. Cela leur permet d'être embarqués dans des systèmes informatiques autonomes isolés d'internet.

#### Nouvelles fonctionnalités en novembre 2024
Le 19 novembre 2024, l'entreprise ajoute plusieurs fonctionnalités majeures à son robot conversationnel Le Chat. Celui-ci devient capable de générer des images, grâce à un partenariat avec Black Forest Labs et leurs modèles Flux Pro. De plus, Mistral ajoute la possibilité de chercher des informations sur internet afin d'avoir des informations fiables et à jour. Enfin, elle introduit le système de Canvas, une interface collaborative dans laquelle l'IA crée du code et l'utilisateur peut le modifier. 
Simultanément, l'entreprise introduit un nouveau modèle, Pixtral Large, une amélioration de Pixtral 12B, intégrant un encodeur visuel d'1 milliard de paramètres couplé à Mistral Large 2. Enfin, celui-ci a également été amélioré, notamment pour les longs contextes et les appels de fonctions.

### Depuis 2025
Le 13 janvier 2025, Mistral sort une version améliorée de Codestral, disposant d'un meilleur tokenizer et d'une architecture plus efficace, ce qui lui permet de compléter le code informatique deux fois plus rapidement. 

#### Accord avec l'Agence France-Presse
Trois jours plus tard, l’AFP et Mistral officialisent un accord qui permet au Chat d'utiliser toutes les dépêches de l’AFP publiées depuis 1983, soit 38 millions de dépêches à la signature de ce contrat. Il est spécifié qu’elles ne serviront pas à de l’entraînement mais seulement à répondre aux requêtes des utilisateurs. Le 30 janvier, elle sort Mistral small 3, une amélioration du modèle, en ajoutant 2B de paramètre, passant de 22B à 24B.
Début mars 2025, Mistral annonce la mise à disposition d'une API OCR qui permet de traiter des documents PDF complexes.

#### Partenariat avec CMA CGM
En avril 2025, Mistral AI annonce un partenariat de 100 millions d'euros avec la compagnie maritime CMA-CGM qui souhaite investir dans l'intelligence artificielle afin de gagner en efficacité dans l’ensemble de ses métiers, du transport à la logistique en passant par les médias.

## Modèles
Mistral met à disposition plusieurs modèles d'I.A. générative sur sa plateforme Le Chat (Mistral Large, Mistral Small, Mistral Next) et met aussi à disposition d'autres modèles via son API.
| Nom du modèle     | Description |
| Mistral 7B        | Un modèle de langage de grande taille avec 7 milliards de paramètres, optimisé pour une variété de tâches de traitement du langage naturel.                                                             |
| Mistral Tiny      | Un modèle plus petit et plus léger, conçu pour des applications nécessitant une faible latence et une faible consommation de ressources.                                                                |
| Mistral Embed     | Un modèle spécialisé dans la génération d'embeddings, utile pour des tâches comme la recherche sémantique et la classification.                                                                         |
| Mistral Saba      | Un modèle de 24B paramètres formé sur des ensembles de données soigneusement sélectionnés à travers le Moyen-Orient et l'Asie du Sud, conçu pour fournir un contexte linguistique et culturel régional. |
| Mixtral 8x7B      | Un modèle de mélange de spécialistes (SMoE) avec des poids ouverts, performant et efficace en termes de coût et de latence.                                                                             |
| Magistral Small   | Un modèle open-weight spécialisé dans le raisonnement, disponible pour l'auto-déploiement sous la licence Apache 2.0.                                                                                   |
| Devstral Small    | Un modèle optimisé pour les tâches de codage et les capacités agentiques, disponible via l'API de Mistral AI.                                                                                           |
| Devstral Medium   | Un modèle plus puissant pour les tâches de codage et les capacités agentiques, disponible pour les clients entreprises et via l'API de fine-tuning de Mistral AI.                                       |
| Mistral Medium 3  | Un modèle offrant des performances de pointe à un coût significativement inférieur, adapté aux contextes d'entreprise.                                                                                  |
| Ministral 3B / 8B | Des modèles d'entreprise avec 3 milliards et 8 milliards de paramètres respectivement, conçus pour des performances élevées et des coûts réduits.                                                       |
| Mistral OCR       | Un modèle spécialisé dans la reconnaissance optique de caractères (OCR), utile pour extraire du texte à partir d'images et de documents.                                                                |
| Mistral Large     | Un modèle puissant pour des tâches complexes nécessitant de grandes capacités de raisonnement ou des spécialisations élevées.                                                                           |
| Pixtral           | Un modèle mentionné parmi les modèles ouverts de Mistral AI, bien que les détails spécifiques ne soient pas fournis dans les résultats de recherche.                                                    |

## Modèle économique
Mistral AI se démarque par sa stratégie open-source et son modèle économique plus léger, en misant sur l'efficacité et l'optimisation des ressources. Son modèle Mixtral 8x22B recourt à une architecture de Mixture of Experts (MoE), conçue pour que seulement une partie des paramètres soit activée, en fonction de la tâche demandée.